# Баскетболистка года конференции Big Ten
Баскетболистка года конференции Big Ten (англ. Big Ten Conference Women's Basketball Player of the Year) — ежегодная баскетбольная награда, вручаемая по результатам голосования лучшей баскетболистке среди студенток конференции Big Ten, входящей в I дивизион NCAA. Голосование проводится среди главных тренеров команд, входящих в эту конференцию (на данный момент их четырнадцать), к тому же свои голоса они подают после окончания регулярного чемпионата, но перед стартом турнира плей-офф, то есть в начале марта, но они не могут голосовать за собственных воспитанников. Эта награда была учреждена и впервые вручена Лоре Конен из Миннесотского университета в сезоне 1982/83 годов.
Несмотря на то, что эта конференция называется Big Ten («Большая Десятка»), она состоит из двенадцати команд, после присоединения к ней в 1993 году университета штата Пенсильвания и в 2011 году Университета Небраски в Линкольне. В 2014 году конференцию расширили до 14 команд за счёт включения в неё Мэрилендского университета в Колледж-Парке и Ратгерского университета. Конференцию Big Ten не следует путать с конференцией Big 12, которая состоит в данный момент всего из десяти команд и представляет совсем другой регион страны.
Десять игроков: Ануча Браун, Трейси Холл, Кэти Дуглас, Келли Маззанти, Джессика Дэвенпорт, Жантель Лавендер, Мэгги Лукас, Келси Митчелл, Меган Густафсон и Кейтлин Кларк получали этот приз несколько раз, причём Дэвенпорт, Митчелл и Кларк выигрывали её трижды, а Лавендер — все четыре. Кроме того те же Лавендер и Митчелл становились лауреатами приза, будучи первокурсницами. Шесть раз обладателями этого трофея становились два игрока (2000, 2008, 2011, 2014, 2015 и 2018). Чаще других обладателями этой награды становились баскетболистки университета штата Огайо (15 раз), Айовского университета (10 раз), университета штата Пенсильвания, университета Пердью и университета Миннесоты (по 5 раз).

## Легенда
|                 | Сообладатели награды |
| *               | Становились лауреатами Приза имени Джеймса Нейсмита (1983—), Приза имени Джона Вудена (2004—) или Приза имени Маргарет Уэйд (1978—) |
| Игрок (X)       | Количество титулов баскетболисток                                                                                                   |
| Университет (X) | Количество титулов университетов |
| †               | Выбрана агентством массмедиа конференции Big Ten                                                                                    |
| ‡               | Выбрана главными тренерами команд конференции Big Ten                                                                               |

## Победители
| Сезон   | Игрок                  | Фото | Университет                                | Позиция             | Год обучения | Примечания |
| ------- | ---------------------- | ---- | ------------------------------------------ | ------------------- | ------------ | ---------- |
| 1982/83 | Лора Конен             |      | Миннесотский университет                   | Защитник            | Второй       | [ 1 ]      |
| 1983/84 | Ануча Браун            |      | Северо-Западный университет                | Форвард             | Третий       | [ 2 ]      |
| 1984/85 | Ануча Браун (2)        |      | Северо-Западный университет (2)            | Форвард             | Четвёртый    | [ 3 ]      |
| 1985/86 | Трейси Холл            |      | Университет штата Огайо                    | Защитник / Форвард  | Второй       | [ 4 ]      |
| 1986/87 | Трейси Холл (2)        |      | Университет штата Огайо (2)                | Защитник / Форвард  | Третий       | [ 5 ]      |
| 1987/88 | Мишель Эдвардс         |      | Айовский университет                       | Защитник            | Четвёртый    | [ 6 ]      |
| 1988/89 | Лиза Клайн             |      | Университет штата Огайо (3)                | Форвард             | Четвёртый    | [ 7 ]      |
| 1989/90 | Франти Прайс           |      | Айовский университет (2)                   | Защитник            | Четвёртый    | [ 8 ]      |
| 1990/91 | Джой Холмс             |      | Университет Пердью                         | Форвард             | Четвёртый    | [ 9 ]      |
| 1991/92 | Мачель Джозеф          |      | Университет Пердью (2)                     | Защитник            | Четвёртый    | [ 10 ]     |
| 1992/93 | Тони Фостер            |      | Айовский университет (3)                   | Форвард             | Четвёртый    | [ 11 ]     |
| 1993/94 | Кэрол Энн Шадлик*      |      | Миннесотский университет (2)               | Форвард / Центровая | Четвёртый    | [ 12 ]     |
| 1994/95 | Стейси Лавлейс         |      | Университет Пердью (3)                     | Форвард             | Третий       | [ 13 ]     |
| 1995/96 | Кэти Смит              |      | Университет штата Огайо (4)                | Защитник / Форвард  | Четвёртый    | [ 14 ]     |
| 1996/97 | Эшли Берггрен          |      | Иллинойсский университет в Урбане-Шампейне | Защитник            | Третий       | [ 15 ]     |
| 1997/98 | Танджела Смит          |      | Айовский университет (4)                   | Форвард / Центровая | Четвёртый    | [ 16 ]     |
| 1998/99 | Стефани Уайт*          |      | Университет Пердью                         | Защитник / Форвард  | Четвёртый    | [ 17 ]     |
| 1999/00 | Хелен Дарлинг‡         |      | Университет штата Пенсильвания             | Защитник            | Четвёртый    | [ 18 ]     |
| 1999/00 | Кэти Дуглас†           |      | Университет Пердью (4)                     | Защитник / Форвард  | Третий       | [ 19 ]     |
| 2000/01 | Кэти Дуглас (2)        |      | Университет Пердью (5)                     | Защитник / Форвард  | Четвёртый    | [ 20 ]     |
| 2001/02 | Линдсей Уэйлен         |      | Миннесотский университет (3)               | Защитник            | Второй       | [ 21 ]     |
| 2002/03 | Келли Маззанти         |      | Университет штата Пенсильвания (2)         | Защитник            | Третий       | [ 22 ]     |
| 2003/04 | Келли Маззанти (2)     |      | Университет штата Пенсильвания (3)         | Защитник            | Четвёртый    | [ 23 ]     |
| 2004/05 | Джессика Дэвенпорт     |      | Университет штата Огайо (5)                | Центровая           | Второй       | [ 24 ]     |
| 2005/06 | Джессика Дэвенпорт (2) |      | Университет штата Огайо (6)                | Центровая           | Третий       | [ 25 ]     |
| 2006/07 | Джессика Дэвенпорт (3) |      | Университет штата Огайо (7)                | Центровая           | Четвёртый    | [ 26 ]     |
| 2007/08 | Джолин Андерсон†       |      | Висконсинский университет в Мадисоне       | Защитник            | Четвёртый    | [ 27 ]     |
| 2007/08 | Жантель Лавендер‡      |      | Университет штата Огайо (8)                | Центровая           | Первый       | [ 28 ]     |
| 2008/09 | Жантель Лавендер (2)   |      | Университет штата Огайо (9)                | Центровая           | Второй       | [ 29 ]     |
| 2009/10 | Жантель Лавендер (3)   |      | Университет штата Огайо (10)               | Центровая           | Третий       | [ 30 ]     |
| 2010/11 | Калиша Кин‡            |      | Университет штата Мичиган                  | Форвард             | Четвёртый    | [ 31 ]     |
| 2010/11 | Жантель Лавендер† (4)  |      | Университет штата Огайо (11)               | Центровая           | Четвёртый    | [ 32 ]     |
| 2011/12 | Саманта Прахалис       |      | Университет штата Огайо (12)               | Защитник            | Четвёртый    | [ 33 ]     |
| 2012/13 | Мэгги Лукас            |      | Университет штата Пенсильвания (4)         | Защитник            | Третий       | [ 34 ]     |
| 2013/14 | Джордан Хупер‡         |      | Университет Небраски в Линкольне           | Форвард             | Четвёртый    | [ 35 ]     |
| 2013/14 | Мэгги Лукас† (2)       |      | Университет штата Пенсильвания (5)         | Защитник            | Четвёртый    | [ 36 ]     |
| 2014/15 | Келси Митчелл‡         |      | Университет штата Огайо (13)               | Защитник            | Первый       | [ 37 ]     |
| 2014/15 | Аманда Зауи†           |      | Миннесотский университет (4)               | Центровая           | Второй       | [ 38 ]     |
| 2015/16 | Рейчел Бэнем           |      | Миннесотский университет (5)               | Защитник            | Четвёртый    | [ 39 ]     |
| 2016/17 | Келси Митчелл (2)      |      | Университет штата Огайо (14)               | Защитник            | Третий       | [ 40 ]     |
| 2017/18 | Келси Митчелл‡ (3)     |      | Университет штата Огайо (15)               | Защитник            | Четвёртый    | [ 41 ]     |
| 2017/18 | Меган Густафсон†       |      | Айовский университет (5)                   | Форвард             | Третий       | [ 42 ]     |
| 2018/19 | Меган Густафсон* (2)   |      | Айовский университет (6)                   | Форвард             | Четвёртый    | [ 43 ]     |
| 2019/20 | Кэтлин Дойл            |      | Айовский университет (7)                   | Защитник            | Четвёртый    | [ 44 ]     |
| 2020/21 | Наз Хиллмон            |      | Мичиганский университет                    | Форвард             | Третий       | [ 45 ]     |
| 2021/22 | Кейтлин Кларк          |      | Айовский университет (8)                   | Защитник            | Второй       | [ 46 ]     |
| 2022/23 | Кейтлин Кларк (2)      |      | Айовский университет (9)                   | Защитник            | Третий       | [ 47 ]     |
| 2023/24 | Кейтлин Кларк (3)      |      | Айовский университет (10)                  | Защитник            | Четвёртый    | [ 48 ]     |
| 2024/25 | Джуджу Уоткинс         |      | Университет Южной Калифорнии               | Защитник            | Второй       | [ 49 ]     |